# 沖縄医療生活協同組合
沖縄医療生活協同組合（おきなわいりょうせいかつきょうどうくみあい）は、沖縄県豊見城市字真玉橋に本部を置く医療生活協同組合(医療生協)である。沖縄県内に15の医療・介護事業所を展開している。
沖縄協同病院、とよみ生協病院、中部協同病院、首里協同クリニック、糸満協同診療所、浦添協同クリニック、協同にじクリニック、浦添協同クリニックの8医療機関で無料定額診療事業を実施している。
全日本民主医療機関連合会（民医連）に加盟している。

## 設立の経緯
1960年代の沖縄は病院・診療所数が全国平均と比べ、半分以下であり、医師・看護師数は3分の1以下、各種疾患や伝染病罹患も高率で多くの困難を抱えていた。そのような医療事情の中で生活や健康に多くの不安を抱える地域の人々と協同して「患者の立場に立つ医療の実践」「無差別平等の医療」「患者・住民と共に闘う医療」を合言葉に、9人の職員で1970年12月那覇市松尾に沖縄民主診療所がスタートした。生活と労働の視点から疾病をとらえる事を重視し、一般診療以外に往診や夜間・休日診療の実施や、住民参加の視点で地域での医療懇談会や生活相談、患者会・班会を組織して総合的な医療活動を作り上げ、1972年沖縄県祖国復帰の年に沖縄医療生協が設立された。

## 組合員数・出資金
- 組合員数：96,656人(2020年2月末現在)[4]
- 出資金：18億7,218万9,000円(2020年2月末現在)[4]

## 沖縄協同病院
沖縄医療生活協同組合の中核病院。
　詳細は「沖縄協同病院」を参照。

## 病院

### とよみ生協病院
豊見城市真玉橋593-1（標榜診療科：リハビリテーション科　病床数:85）

### 中部協同病院
沖縄市美里1丁目31番15号（標榜診療科：内科,外科,心臓血管外科,リウマチ科,整形外科,歯科　病床数:114）

## 医科・歯科診療所

### 首里協同クリニック
那覇市首里石嶺町1-147-3（標榜診療科：内科）

### 糸満協同診療所
糸満市潮崎町2丁目1番10号（標榜診療科：内科）

### 浦添協同クリニック
浦添市宮城3-1-5（標榜診療科：内科（小児科・漢方））

### 那覇民主診療所
那覇市松尾2丁目17番34号（標榜診療科：内科）

### 協同にじクリニック
那覇市古波蔵4丁目10番10号（標榜診療科：内科、歯科）

### やんばる協同クリニック
名護市大北5丁目3-2（標榜診療科：内科）

## 介護施設

### 老人保健施設かりゆしの里
南風原町山川256-2

### 安謝高齢者複合施設
那覇市安謝250

### 小規模多機能ホーム・石川にじの家
うるま市石川東山本町1-19-18

### 地域包括支援センター 古波蔵
那覇市古波蔵4-5（1階）

### 生協ケアセンター
豊見城市字真玉橋593番地の1とよみ生協病院別館3階
- 訪問看護ステーションにじ
- 訪問介護ステーションにじ